# Liste der Kulturdenkmäler in Weißenborn (Hessen)
Die folgende Liste enthält die in der Denkmaltopographie ausgewiesenen Kulturdenkmäler auf dem Gebiet  der Gemeinde Weißenborn, Werra-Meißner-Kreis, Hessen.
Hinweis: Die Reihenfolge der Denkmäler in dieser Liste orientiert sich zunächst an Ortsteilen und anschließend der Anschrift, alternativ ist sie auch nach der Bezeichnung, der vom Landesamt für Denkmalpflege vergebenen Nummer oder der Bauzeit sortierbar.
Kulturdenkmäler werden fortlaufend im Denkmalverzeichnis des Landes Hessen durch das Landesamt für Denkmalpflege Hessen auf Basis des Hessischen Denkmalschutzgesetzes (HDSchG) geführt. Die Schutzwürdigkeit eines Kulturdenkmals hängt nicht von der Eintragung in das Denkmalverzeichnis des Landes Hessen oder der Veröffentlichung in der Denkmaltopographie ab.

Das Vorhandensein oder Fehlen eines Objekts in dieser Liste ist keine rechtsverbindliche Auskunft darüber, ob es Kulturdenkmal ist oder nicht: Diese Liste entspricht möglicherweise nicht dem aktuellen Stand der offiziellen Denkmaltopographie. Diese ist für Hessen in den entsprechenden Bänden der Denkmaltopographie Bundesrepublik Deutschland und im Internet unter DenkXweb – Kulturdenkmäler in Hessen einsehbar. Auch diese Quellen sind, obwohl sie durch das Landesamt für Denkmalpflege Hessen aktualisiert werden, nicht immer aktuell, da es im Denkmalbestand immer wieder Änderungen gibt.
Eine verbindliche Auskunft erteilt allein das Landesamt für Denkmalpflege Hessen.
Nutze diese Kartenansicht, um Koordinaten in der Liste zu setzen. In dieser Kartenansicht sind Kulturdenkmale ohne Koordinaten mit einem roten bzw. orangen Marker dargestellt und können in der Karte gesetzt werden. Kulturdenkmale ohne Bild sind mit einem blauen bzw. roten Marker gekennzeichnet, Kulturdenkmale mit Bild mit einem grünen bzw. orangen Marker.

## Kulturdenkmäler nach Ortsteilen

### Rambach
| Bild            | Bezeichnung          | Lage                                                                | Beschreibung | Bauzeit | Objekt-Nr. |
| --------------- | -------------------- | ------------------------------------------------------------------- | ------------ | ------- | ---------- |
| Bild gesucht BW | Gesamtanlage Rambach | Lage                                                                |              |         | 39221 DDB  |
| Bild gesucht BW | Wohnhaus             | Am Bache 2 LageFlur: 7, Flurstück: 10/1                             |              |         | 39223 DDB  |
| Bild gesucht BW | Wohnhaus             | Am Bache 3 LageFlur: 7, Flurstück: 27/1                             |              | Um 1700 | 39224 DDB  |
| Bild gesucht BW | Wohnhaus             | Am Bache 6 LageFlur: 7, Flurstück: 5/3                              |              | Um 1700 | 39225 DDB  |
| Bild gesucht BW | Wohnhaus             | Am Bache 10 LageFlur: 7, Flurstück: 3/2                             |              | 1668    | 39226 DDB  |
| Bild gesucht BW | Wohnhaus             | Dorfstraße 2 LageFlur: 7, Flurstück: 37/1                           |              | 1665    | 39228 DDB  |
| Bild gesucht BW | Wohnhaus             | Dorfstraße 3 LageFlur: 8, Flurstück: 22/1                           |              | 1665    | 39227 DDB  |
| Bild gesucht BW | Wohnhaus             | Dorfstraße 6 LageFlur: 8, Flurstück: 71/1                           |              |         | 39229 DDB  |
| Bild gesucht BW | Hofanlage            | Dorfstraße 7 LageFlur: 8, Flurstück: 31/1                           |              | 1688/89 | 39230 DDB  |
| Bild gesucht BW | Fachwerkhaus         | Dorfstraße 9 LageFlur: 8, Flurstück: 33/3                           |              |         | 39231 DDB  |
| Bild gesucht BW | Wohnhaus             | Feldnasche 2 LageFlur: 7, Flurstück: 42/5                           |              |         | 39233 DDB  |
| Bild gesucht BW | Wohnhaus             | Feldnasche 5 LageFlur: 8, Flurstück: 64/5                           |              |         | 39234 DDB  |
| Bild gesucht BW | Wohnhaus             | Feldnasche 7 LageFlur: 8, Flurstück: 62/4                           |              |         | 39235 DDB  |
| Bild gesucht BW | Wohnhaus             | Feldnasche 10 LageFlur: 7, Flurstück: 46/4                          |              |         | 39236 DDB  |
| Bild gesucht BW | Wohnhaus             | In der Gasse 1 LageFlur: 8, Flurstück: 53/1                         |              | 1672    | 39239 DDB  |
| Bild gesucht BW | Wohnhaus             | In der Gasse 3 LageFlur: 8, Flurstück: 55/3                         |              | Um 1700 | 39237 DDB  |
| Bild gesucht BW | Wohnhaus             | In der Gasse 4 LageFlur: 8, Flurstück: 58/3                         |              | Um 1750 | 39238 DDB  |
| Bild gesucht BW | Wohnhaus             | Mühlenstraße 7, Auf dem Gellroh LageFlur: 3, 4, Flurstück: 118, 122 | Mäusemühle   | 1835    | 39240 DDB  |
| Bild gesucht BW | Wohnhaus             | Oberdorf 3 LageFlur: 8, Flurstück: 37/1                             |              |         | 39241 DDB  |
| Bild gesucht BW | Wohnhaus             | Rosengasse 1 LageFlur: 8, Flurstück: 25/1                           |              | Um 1730 | 39243 DDB  |
| Bild gesucht BW | Wohnhaus             | Schulstraße 2 LageFlur: 8, Flurstück: 68/6                          | Pfarrhaus    | 1668    | 39244 DDB  |
| weitere Bilder  | Evangelische Kirche  | Schulstraße 4 LageFlur: 8, Flurstück: 72/1                          |              |         | 39245 DDB  |
| Bild gesucht BW | Schulhaus            | Schulstraße 6 LageFlur: 8, Flurstück: 74/1                          |              | 1676    | 39246 DDB  |
| Bild gesucht BW | Wohnhaus             | Segelbach 7 LageFlur: 6, Flurstück: 50/1                            |              |         | 39247 DDB  |